# 高岡伶颯
高岡 伶颯（たかおか れんと、2007年3月12日 - ）は、宮崎県三股町出身のプロサッカー選手。フランス全国選手権・ヴァランシエンヌFC 所属。ポジションはフォワード。

## 来歴
地元の三股SSSでサッカーを始める。中学は三股町立三股中学校に進学し、同校サッカー部で足技を磨き、高校は日章学園高校に進学。1年から全国高校サッカー選手権に出場し、3年生で主将として臨んだ第103回大会では初戦の秋田県立西目高校戦でハットトリックを決めるなど勝利に貢献した。2回戦矢板中央高校戦でもゴールを挙げたものの、1-2で敗れた。
2024年5月31日、J3リーグ・テゲバジャーロ宮崎の特別指定選手に登録されたが、出場はなかった。
2024年6月、イングランドプレミアリーグのサウサンプトンへの加入が内定した。18歳の誕生日を迎える2025年3月に本契約がスタートする。
2025年8月、ヴァランシエンヌFCは公式サイトで、高岡伶颯が期限付き移籍によりチームに加わることを発表した。

## 代表
2023年3月のアルジェリア遠征でU-17日本代表初招集。同年6月、AFC U17アジアカップ2023に出場し、オーストラリア戦で1得点を記録した。さらに、8月にはJFA主催のBalcom BMW杯でMVP賞を受賞した。同年11月、2023 FIFA U-17ワールドカップのメンバーに選出。
ポーランドとの初戦では途中出場ながら76分に決勝点を決め、チームを勝利に導いた。2戦目アルゼンチンに敗れたものの、途中出場で2試合連続のゴールを決めた。3戦目のセネガル戦でも途中出場から後半に2ゴールを決め、チームの決勝トーナメント進出に貢献した。しかし、決勝トーナメント1回戦(ラウンド16)のスペイン戦では途中出場するもゴールを奪えず、チームはベスト16で敗退となった。
2025年2月に中国で開催されたAFC U20アジアカップ2025に臨むU-20日本代表に飛び級で選出された。グループリーグ第2戦のシリア代表戦では貴重な同点弾を挙げ、チームの2025 FIFA U-20ワールドカップ出場に貢献した。

## 所属クラブ
- 三股SSS
- 三股中学校
- 日章学園高等学校
  - 2024年5月 - 12月 テゲバジャーロ宮崎(特別指定選手)
- 2025年3月 -  サウサンプトンFC U21
  - 2025年8月 -  ヴァランシエンヌFC (期限付き移籍)

## 個人成績
| 国内大会個人成績 | 国内大会個人成績 | 国内大会個人成績 | 国内大会個人成績 | 国内大会個人成績 | 国内大会個人成績 | 国内大会個人成績 | 国内大会個人成績 | 国内大会個人成績 | 国内大会個人成績 | 国内大会個人成績 | 国内大会個人成績 |
| 年度             | クラブ           | 背番号           | リーグ           | リーグ戦         | リーグ戦         | リーグ杯         | リーグ杯         | オープン杯       | オープン杯       | 期間通算         | 期間通算         |
| 年度             | クラブ           | 背番号           | リーグ           | 出場             | 得点             | 出場             | 得点             | 出場             | 得点             | 出場             | 得点             |
| 日本             | 日本             | 日本             | 日本             | リーグ戦         | リーグ戦         | リーグ杯         | リーグ杯         | 天皇杯           | 天皇杯           | 期間通算         | 期間通算         |
| ---------------- | ---------------- | ---------------- | ---------------- | ---------------- | ---------------- | ---------------- | ---------------- | ---------------- | ---------------- | ---------------- | ---------------- |
| 2024             | 宮崎             | 30               | J3               | 0                | 0                | 0                | 0                | 0                | 0                | 0                | 0                |
| 通算             | 日本             | 日本             | J3               | 0                | 0                | 0                | 0                | 0                | 0                | 0                | 0                |
| 総通算           | 総通算           | 総通算           | 総通算           | 0                | 0                | 0                | 0                | 0                | 0                | 0                | 0                |

- 2024年は特別指定選手

## 代表歴
- 2023年 - U-17日本代表（AFC U17アジアカップ2023、2023 FIFA U-17ワールドカップ）
- 2025年 - U-20日本代表（AFC U20アジアカップ2025[12]）